# Остропятово
Остропятово — деревня в Сладковском районе Тюменской области России. Входит в состав Майского сельского поселения.

## История
До 1917 года входила в состав Сладковской волости Ишимского уезда Тюменской губернии. По данным на 1926 год состояла из 43 хозяйств. В административном отношении входила в состав Малиновского сельсовета Сладковского района Ишимского округа Уральской области.

## Население
| 2010 |
| ---- |
| 73   |

По данным переписи 1926 года в деревне проживало 241 человек (119 мужчин и 122 женщины), в том числе: русские составляли 100 % населения.
Согласно результатам переписи 2002 года, в национальной структуре населения русские составляли 61 %, казахи — 36 % из 81 чел.